# Усть-Очея
Усть-Очея — поселок в Ленском районе Архангельской области. Входит в состав Сафроновского сельского поселения.

## География
Находится в юго-восточной части Архангельской области на расстоянии приблизительно 35 км на северо-запад по прямой от административного центра района села Яренск на правом берегу реки Яренга.

## История
Изначально поселок был построен у устья реки Очея в 1933—1934 годах для проживания лесозаготовителей и сплавщиков, в качестве которых использовались спецпереселенцы. Новое строительство началось в 1964 году. Позднее для большей безопасности строительство велось на возвышенности к северу от прежнего места. Официально новый поселок был назван как Мирный, но такое название не прижилось.

## Население
Численность населения: 437 человек (русские 81 %) в 2002 году, 309 в 2010.